# Козіївська сільська рада (Краснокутський район)
Козі́ївська сільська́ ра́да — адміністративно-територіальна одиниця та орган місцевого самоврядування у Краснокутському районі Харківської області. Адміністративний центр — село Козіївка.

## Загальні відомості
- Козіївська сільська рада утворена в 1920 році.
- Територія ради: 121,805 км²
- Населення ради: 3 380 осіб (станом на 2001 рік)

## Населені пункти
Сільській раді були підпорядковані населені пункти:
- с. Козіївка
- с. Городнє
- с-ще Лучки
- с. Прокопенкове
- с. Ходунаївка

## Склад ради
Рада складалася з 20 депутатів та голови.
- Голова ради: Карабут Ірина Олександрівна
- Секретар ради: Овчаренко Валентина Олексіївна

### Керівний склад попередніх скликань
| Прізвище, ім'я, по батькові | Основні відомості                                                                           | Дата обрання | Дата звільнення |
| --------------------------- | ------------------------------------------------------------------------------------------- | ------------ | --------------- |
| Власенко Юрій Петрович      | Сільський голова, 1968 року народження                                                      | 26.03.2006   | 31.10.2010      |
| Карабут Ірина Олександрівна | Сільський голова, 1961 року народження, освіта вища, Всеукраїнське об'єднання «Батьківщина» | 31.10.2010   |                 |

Примітка: таблиця складена за даними сайту Верховної Ради України

### Депутати
За результатами місцевих виборів 2010 року депутатами ради стали:

#### За суб'єктами висування
| Суб'єкт висування                                       | Кількість обраних депутатів | %  |
| ------------------------------------------------------- | --------------------------- | -- |
| Самовисування                                           | 12                          | 60 |
| Партія регіонів                                         | 4                           | 20 |
| Політична партія «Наша Україна»                         | 2                           | 10 |
| Політична партія Всеукраїнське об'єднання «Батьківщина» | 1                           | 5  |
| Політична партія «Сильна Україна»                       | 1                           | 5  |

#### За округами
| № округу                                                | Прізвище, ім'я, по батькові     | Дата визнання обраним | Освіта             | Партійна приналежність                        | Відомості про обраного депутата                                |
| ------------------------------------------------------- | ------------------------------- | --------------------- | ------------------ | --------------------------------------------- | -------------------------------------------------------------- |
| Партія регіонів                                         |                                 |                       |                    |                                               |                                                                |
| 2                                                       | Торяник Олег Миколайович        | 01.11.2010            | вища               | член Партії регіонів                          | ТОВ «Козіївське», головний бухгалтер                           |
| 15                                                      | Давидов Анатолій Васильович     | 15.11.2010            | середня спеціальна | член Партії регіонів                          | Краснокутський ПАЛ, майстер виробничого навчання               |
| 17                                                      | Костенко Валентина Миколаївна   | 01.11.2010            | середня спеціальна | член Партії регіонів                          | Р-п «Глобівський», зав.складом                                 |
| 20                                                      | Кисіль Сергій Олександрович     | 01.11.2010            | середня спеціальна | член Партії регіонів                          | тимчасово не працює                                            |
| Політична партія Всеукраїнське об'єднання «Батьківщина» |                                 |                       |                    |                                               |                                                                |
| 7                                                       | Момот Віталій Юрійович          | 01.11.2010            | середня            | член Всеукраїнського об'єднання «Батьківщина» | ТОВ «Козіївське», оператор                                     |
| Політична партія «Наша Україна»                         |                                 |                       |                    |                                               |                                                                |
| 13                                                      | Поліщук Руслан Владиславович    | 01.11.2010            | вища               | член Політичної партії «Наша Україна»         | СТОВ "Діна, агроном                                            |
| 19                                                      | Власенко Петро Петрович         | 01.11.2010            | вища               | член Політичної партії «Наша Україна»         | ПА «Ватал», заступник в.о. директора                           |
| Політична партія «Сильна Україна»                       |                                 |                       |                    |                                               |                                                                |
| 14                                                      | Немикін Юрій Іванович           | 01.11.2010            | вища               | член Політичної партії «Сильна Україна»       | підприємець                                                    |
| Самовисування                                           |                                 |                       |                    |                                               |                                                                |
| 1                                                       | Юхно Олена Олексіївна           | 01.11.2010            | середня спеціальна | позапартійна                                  | Козіївська сільська рада, головний бухгалтер                   |
| 3                                                       | Калініченко Олексій Миколайович | 01.11.2010            | середня спеціальна | позапартійний                                 | тимчасово не працює                                            |
| 4                                                       | Ухова Лідія Олексіївна          | 01.11.2010            | середня спеціальна | позапартійна                                  | тимчасово не працює                                            |
| 5                                                       | Овчаренко Ліна Миколаївна       | 15.11.2010            | вища               | позапартійна                                  | Козіївська сільська рада, секретар-друкарка                    |
| 6                                                       | Ножка Людмила Олексіївна        | 01.11.2010            | вища               | позапартійна                                  | ПА «Ватал», бригадир                                           |
| 8                                                       | Яцюк Валентина Борисівна        | 01.11.2010            | вища               | позапартійна                                  | Краснокутське КРВ, старший інспектор                           |
| 9                                                       | Овчаренко Валентина Олексіївна  | 01.11.2010            | вища               | член Української Народної Партії              | Козіївська сільська рада, секретар ради                        |
| 10                                                      | Заєць Лариса Миколаївна         | 01.11.2010            | вища               | позапартійна                                  | ФОП «Заєць Л. М.», підприємець                                 |
| 11                                                      | Власенко Олександр Петрович     | 01.11.2010            | вища               | член Української Народної Партії              | Козіївська ссередня школа І-ІІІ ст., директор                  |
| 12                                                      | Павлова Віта Петрівна           | 01.11.2010            | вища               | член Української Народної Партії              | Козіївська ссередня школа І-ІІІ ст., вчитель початкових класів |
| 16                                                      | Лисенко Андрій Петрович         | 01.11.2010            | вища               | позапартійний                                 | СПД-ФО «Дикун Ю. О.», інженер                                  |
| 18                                                      | Ліховоз Анатолій Миколайович    | 01.11.2010            | вища               | позапартійний                                 | ПА «Ватал», інженер                                            |